# Квинт Фулвий
Квинт Фулвий (на латински: Quintus Fulvius) е политик на Римската република през началото на 2 век пр.н.е. по време на Втората македонско-римска война (200 -197 пр.н.е.). Произлиза от плебейската фамилия Фулвии.
През 197 пр.н.е. той е народен трибун заедно с Луций Опий Салинатор по времето на консулата на Гай Корнелий Цетег и Квинт Минуций Руф. В храма на Белона двамата трибуни се противопоставят на искането на консулите да честват триумф. Те са против общата заявка на двамата консули да честват военните си победи, трябвало да кандидатстват поотделно. След два дена дебати трибуните успяват да се наложат и се разрешава с пълногласие триумф само на Цетег, а на Минуций се отказва понеже няма големи успехи и има много жертви. Затова Минуций организира свое частно триумфално шествие на планината Албани.